# Gefleckte Fruchttaube
Die Gefleckte Fruchttaube oder Hufeisenfruchttaube (Ducula carola) ist eine für eine kontrastreich gefärbte und für eine Fruchttaube vergleichsweise kleine und kurzschwänzige
gefärbte Art der Taubenvögel. Sie kommt in drei Unterarten ausschließlich auf philippinischen Inseln vor.
Die Bestandssituation der Gefleckten Fruchttaube wird mit gefährdet (vulnerable) angegeben.

## Erscheinungsbild
Die Gefleckte Fruchttaube erreicht eine Körperlänge von etwa 36 Zentimetern. Sie ist damit etwa so groß wie eine Stadttaube. Auf den Schwanz entfallen 10,8 bis 12 Zentimeter. Der Schnabel hat eine Länge von 1,8 bis 2,2 Zentimeter. Es besteht ein für eine Große Fruchttaube ungewöhnlich auffälliger Geschlechtsdimorphismus.

### Erscheinungsbild der Männchen
Der Vorderkopf, die Zügel, der Scheitel und der Hals sind aschgrau und gehen auf dem Mantel in ein dunkleres Grau über. Die Federn der kleinen Flügeldecken sind grau mit schwarzen Flecken und Streifen. Die Federn der mittleren und großen Flügeldecken sind ähnlich gefärbt, die Flecken sind jedoch größer und haben einen metallisch bronzegrünen Schimmer. Die Armschwingen sind rußgrau, die Außenfahnen haben einen grünen oder schwarzgrünen Schimmer. Die Handschwingen sind schwarzbraun mit einem dunkelgrünen Schimmer auf den Außenfahnen und den Federspitzen. Der Rücken ist graubraun mit einem bronzegrünen und blauen Schimmer. Die Oberschwanzdecken sind schwärzlich mit einem auffälligen grünen Glanz, die Schwanzfedern schwarz mit einem blaugrünen Schimmer.
Das Kinn und die Kehle sind cremeweiß und gehen in blassgraue Ohrdecken und einen blassgrauen Vorderhals über. Die Brust ist dunkler grau und weist in der Mitte einen weisen Halbmond auf. Der Bauch ist dunkel kastanienbraun, der Übergang von Brust zu Bauch ist fast schwarz. Die Flanken sind grau, die Schenkel kastanienbraun. Der Bürzel und die Unterschwanzdecken sind dunkel kastanienbraun, die Unterschwanzdecken sind schwarz.
Die Iris ist weiß mit einem rosa Flecken oder einem rosafarbenen Außenring. Die unbefiederte Haut rund um das Auge ist blaugrau, die Augenlider sind weißlich. Die Wachshaut und die Schnabelbasis sind violett bis rosarot, die Schnabelspitze ist weiß. Die Füße sind violett bis rosarot.

### Erscheinungsbild der Weibchen und Jungvögel
Das Gefieder entspricht dem des Männchens sehr weitgehend. Die Weibchen sind jedoch auf der Körperoberseite brauner und weisen einen intensiveren bronzegrünen Schimmer auf. Das Fleckenmuster auf den Flügeldecken ist weniger ausgeprägt. Die Brust ist braunviolett und weist keinen weißen Halbmond auf. Der Bauch ist blass rostbraun, der Bürzel ist gelblich isabellfarben.
Jungvögel gleichen zunächst dem Weibchen, weisen jedoch kein Fleckenmuster auf den Flügeldecken auf. Die Körperunterseite ist matter, der Bauch ist grau und gelblich isabellfarben gefleckt.

## Verwechselungsmöglichkeiten
Im Verbreitungsgebiet der Gefleckten Fruchttaube kommen zwei Taubenart vor, mit der die Gefleckte Fruchttaube verwechselt werden kann.
Die zu den Feldtauben gehörende Weißwangentaube ist deutlich dunkler als die Große Fruchttaube. Die Flügel weisen keine Flecken auf. Der Orbitalring ist rot.
Die Bronzefruchttaube, die wie die Gefleckte Fruchttaube zu den Großen Fruchttauben zählt, ist an Kopf, Hals, Brust und Bauch matt rosa. Lediglich die Unterschwanzdecken sind kastanienbraun. Auf der Körperoberseite ist die Bronzefruchttaube einheitlich grün gefärbt mit einem metallischen Glanz. Die Flügeldecken weisen kein Fleckenmuster auf.

## Verbreitung und Lebensraum
Die Gefleckte Fruchttaube ist ein Inselendemit mehrerer philippinischen Inseln. Sie kommt auf Luzon, Mindanao, Mindoro, Sibuyan, Negros und Siquijor. Sie ist auf vielen der Inseln mittlerweile sehr selten und auf Negros wahrscheinlich bereits ausgestorben. Zum Bestandsrückgang tragen Entwaldung und intensive Bejagung bei.
Die Gefleckte Fruchttaube ist ein Waldbewohner, der auch an Waldrändern vorkommt. Die Höhenverbreitung reicht von der Tiefebene bis in Höhenlagen von 2000 Metern. Sie ist jedoch häufiger in den Tiefebenen anzutreffen.

## Lebensweise
Zu den Zeiten, in denen die Gefleckte Fruchttauben noch zahlreicher waren, kamen sie typischerweise in Trupps von zehn und mehr Individuen vor. Sowohl saisonale Wanderungen als auch ein Wechsel zwischen Inseln wurden für diese Art nachgewiesen. Auf Negros, wo sie früher vorkam, war sie von April bis Mai in Höhenlagen und von September bis November in den Tiefebenen anzutreffen.
Die Gefleckte Fruchttaube frisst ein breites Spektrum an Früchten, die sie teilweise direkt von den Ästen pickt. Die Brutzeit fällt in die Monate Februar bis Juli. Das Nest ist taubentypisch eine lose Plattform kleiner Ästchen.